# Roelofarendsveen

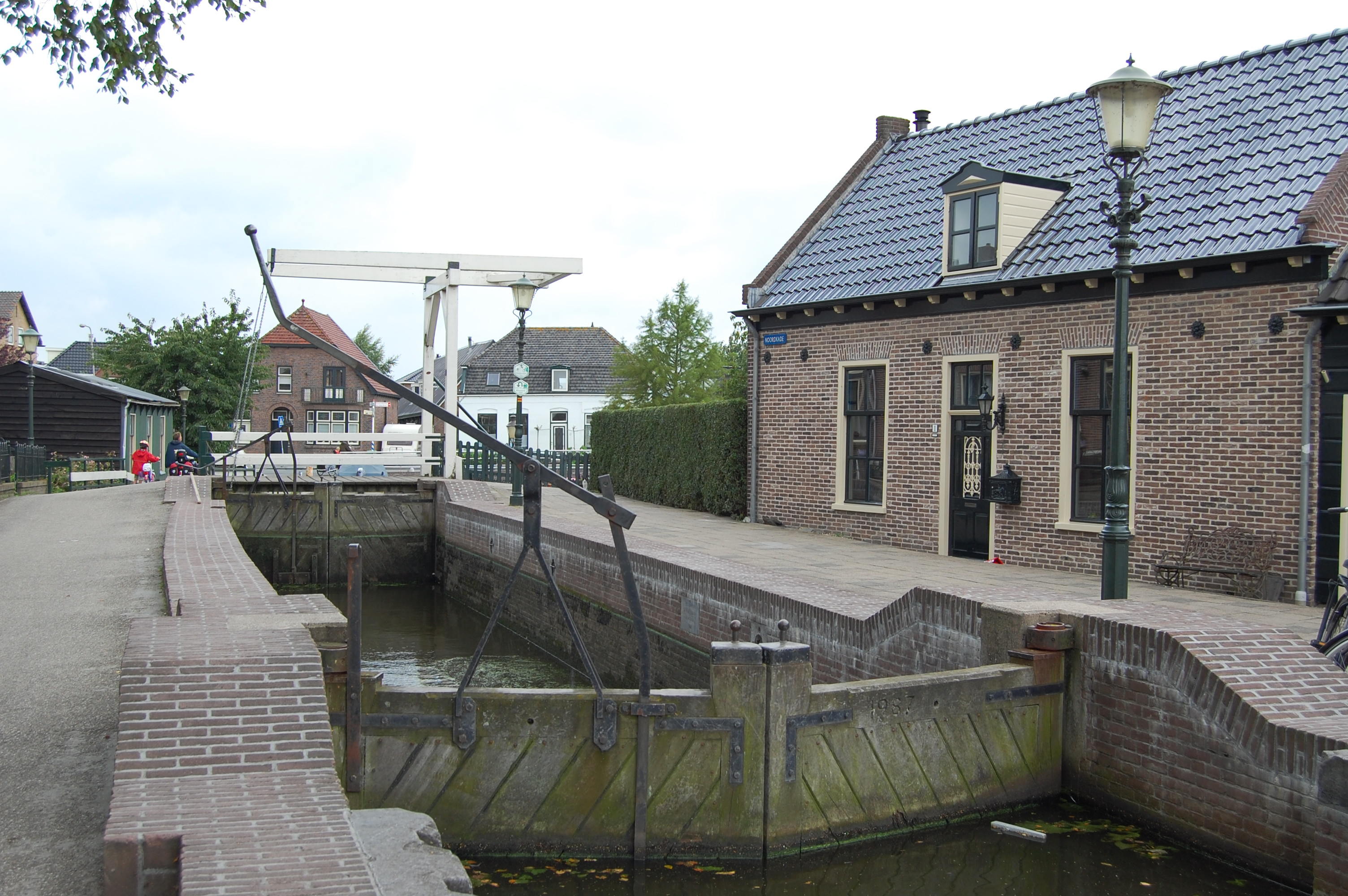
Roelofarendsveen: La chiusa sul Braassemermeer

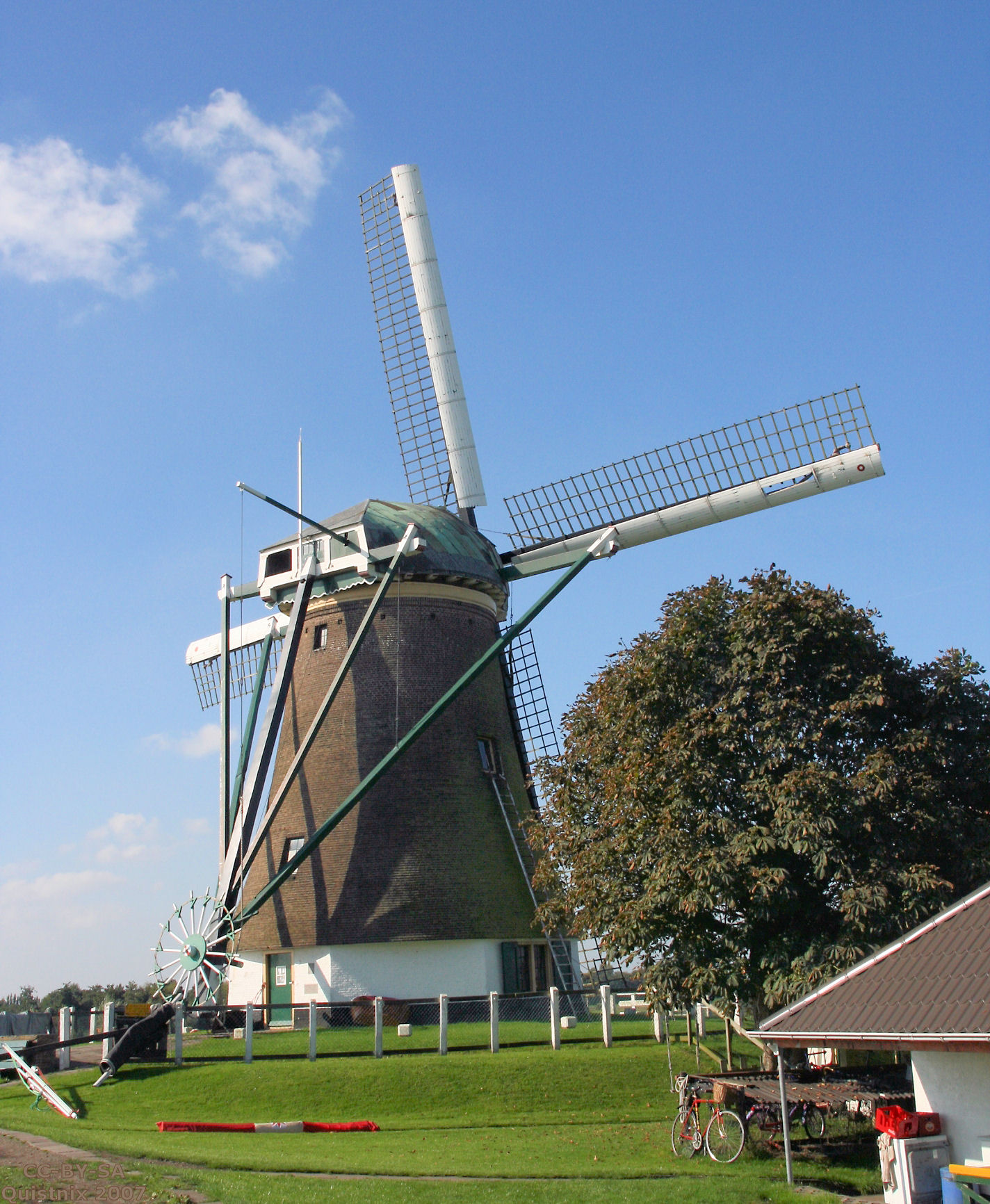
Roelofarendsveen: il Veendermolen, edificio classificato come rijksmonument

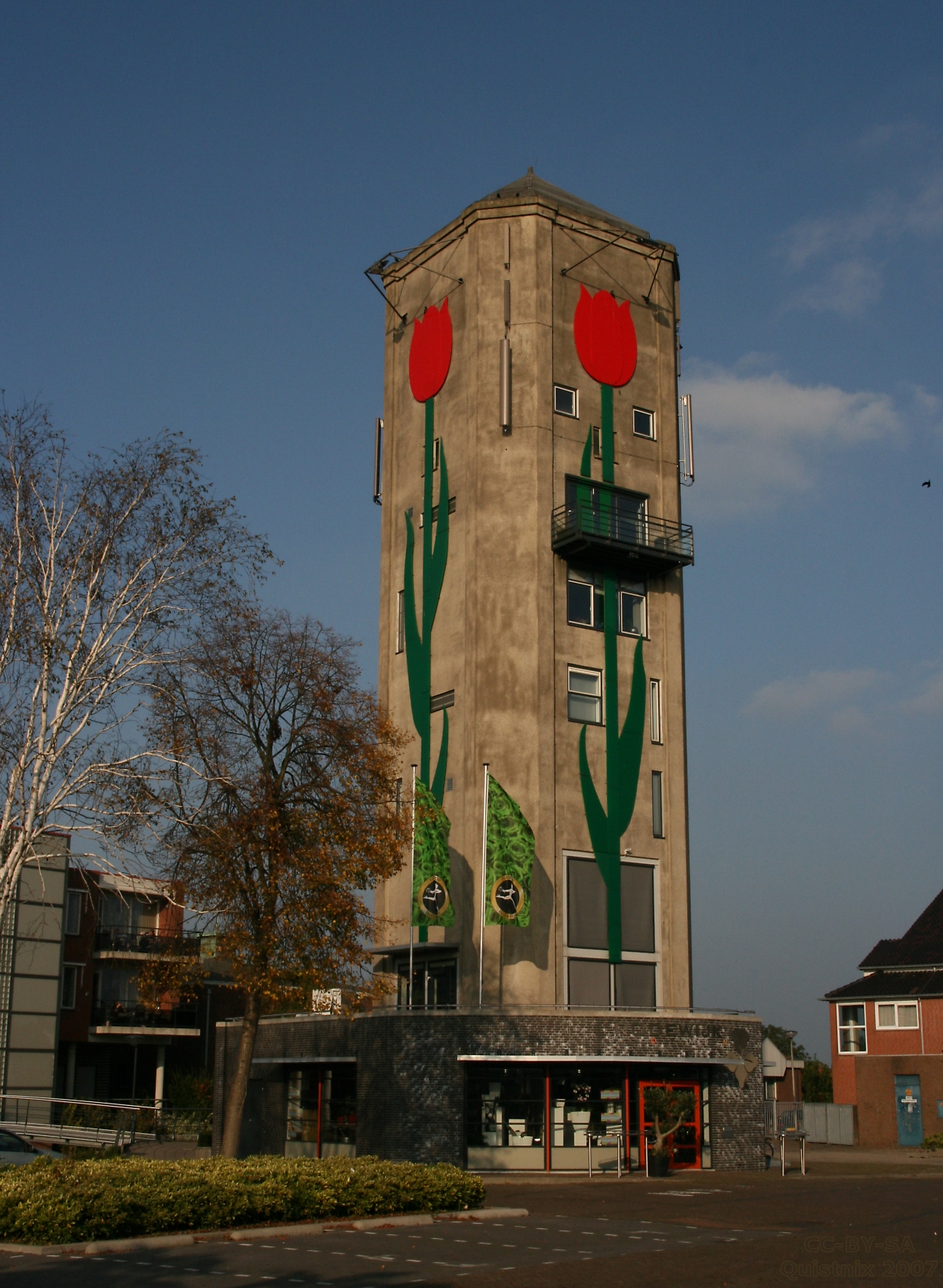
Roelofarendsveen: la Watertoren

Roelofarendsveen   è una località di circa 7.500 abitanti del sud-ovest dei Paesi Bassi, facente parte della provincia della Olanda Meridionale e situata lungo il Braassemermeer e ai margini dell'area dei Kagerplassen. È il capoluogo del comune di Kaag en Braassem; fino al 2008 faceva invece parte della municipalità soppressa di Alkemade.

## Geografia fisica

### Collocazione
Roelofarendsveen si trova nella parte settentrionale della provincia del Olanda Meridionale,  al confine con la provincia dell'Olanda Settentrionale e a pochi chilometri a nord di Leida e Alphen aan den Rijn.

## Edifici e luoghi d'interesse

### Veendermolen
Tra gli edifici d'interesse di Roelfarendsveen, figura il Veendermolen, un mulino a vento risalente al 1830, con un tetto del 1934.
|  |

### Googermolen
Altro storico mulino a vento di Roelofarendsveen è il Googermolen, risalente al 1838.

### De Jonge Willem
Un altro mulino a vento presente nella località è lo Jonge Willem, realizzato nel 1881 in sostituzione di un preesistente mulino  ad albero di trasmissione cavo di inizio Ottocento.

### Watertoren
Altro edificio d'interesse è la Watertoren, risalente al 1987.